# Högbergsfältet

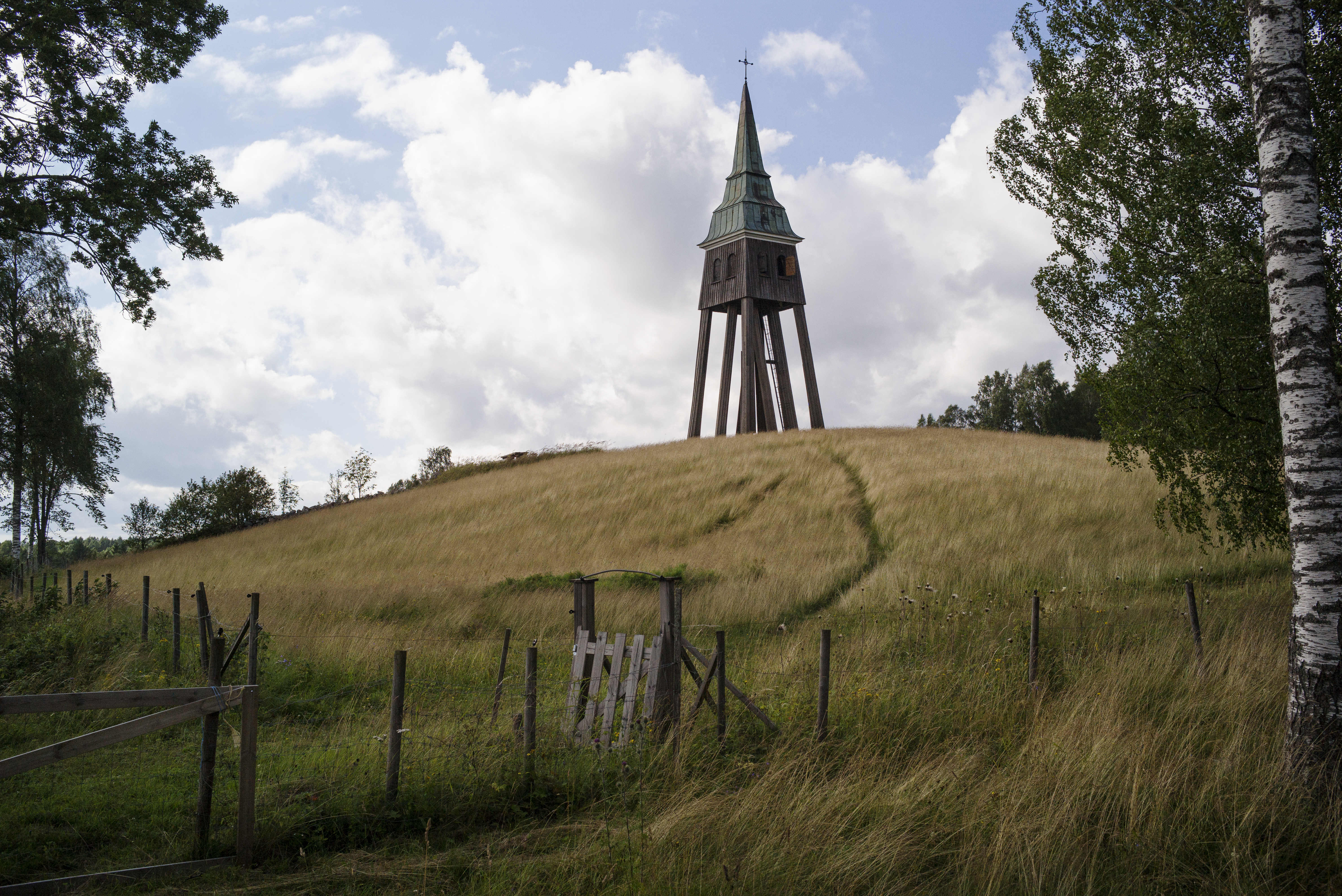
Klockstapeln på Högbergsfältet.

Högbergsfältet är ett gruvfält i Persberg, vid sjön Yngen, i Filipstads kommun, som sedan 1979 är ett naturreservat förvaltat av Länsstyrelsen i Värmlands län. Reservatet bildades för att bevara gruv- och odlingslandskapet med dess välbevarade och rika kulturhistoriska bakgrund, natursköna och variationsrika naturområden med sin artrika flora och fauna.

## Historik
Exakt när järn började brytas på Högbergsfältet är inte känt, men åtminstone sedan 1600-talet. Ett stort antal gruvor finns i fältet, men de mest betydande var Torskebäcksgruvan, Yngshyttegruvan, Krakbogruvan, Braskegruvan, Nils Torstensgruvan och Bornsgruvan. Överallt finns inhägnade gruvhål, ruiner och husgrunder från gruvdriften och det finns också spår av enkla bostäder i form av så kallade jordkulor.

## Flora
Den kalkhaltiga berggrunden ger en artrik flora med bland annat arter som brunklöver, gökärt, smörboll, kattfot, svartkämpar, rödkämpar, ängsskallra samt flera orkidéarter. En av de vackraste orkidéerna, purpurknipprot, växer här längs vägrenar och banvallar. På rena kalkstensytor kan man hitta den sällsynta lilla ormbunken murruta. I reservatets södra del finns stora ängsytor med kalkgynnad flora.